# مانتامادوس
مانتامادوس (Μανταμάδος) هي مدينة في ليسفوس في اليونان.